# Alsó-ausztriai-szigethegység

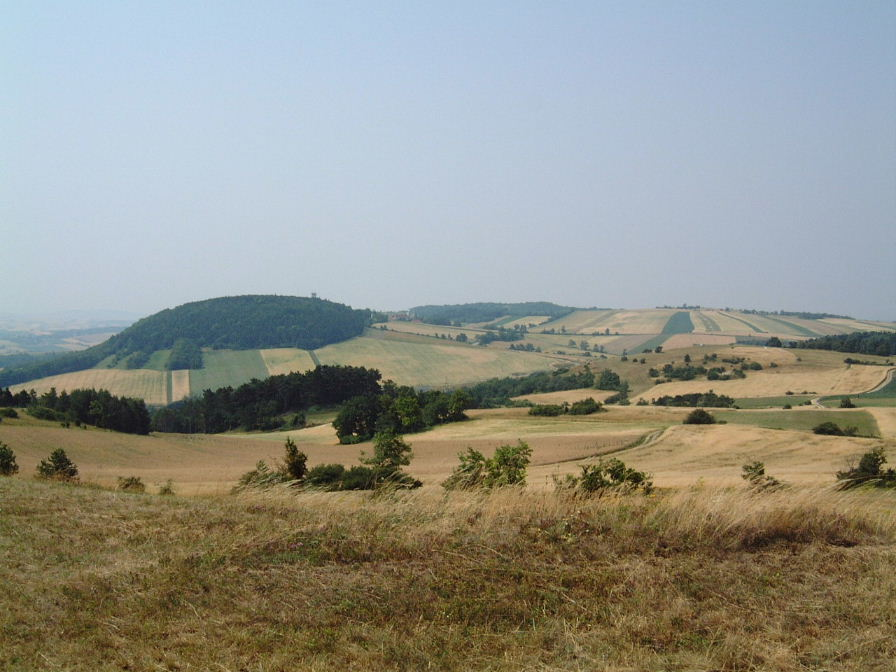
Táj Niederleis közelében

Az Alsó-ausztriai-szigethegység vagy Leisi-hegység (németül Leiser Berge) egy kisebb középhegység, amely Ausztria északkeleti részén, Alsó-Ausztria tartományban helyezkedik el. Ez a hegység tulajdonképpen a Kárpátokhoz, azon belül a Délmorva-Kárpátokhoz tartozik. Geológiai szempontból a Kárpátokat és az Alpokat köti össze egymással. Egyesek nem a Kárpátokhoz, hanem inkább az Alpokhoz sorolják.
E hegység választja el a Morva-medencét a Bécsi-medencétől. A hegységet az alsó-ausztriai dombvidék (Hügelland des Weinviertels) veszi körbe, északnyugat felé pedig a Cseh–Morva-dombságban folytatódik, amely a Morva-medencét és a Cseh-medencét választja el egymástól.

## Domborzat

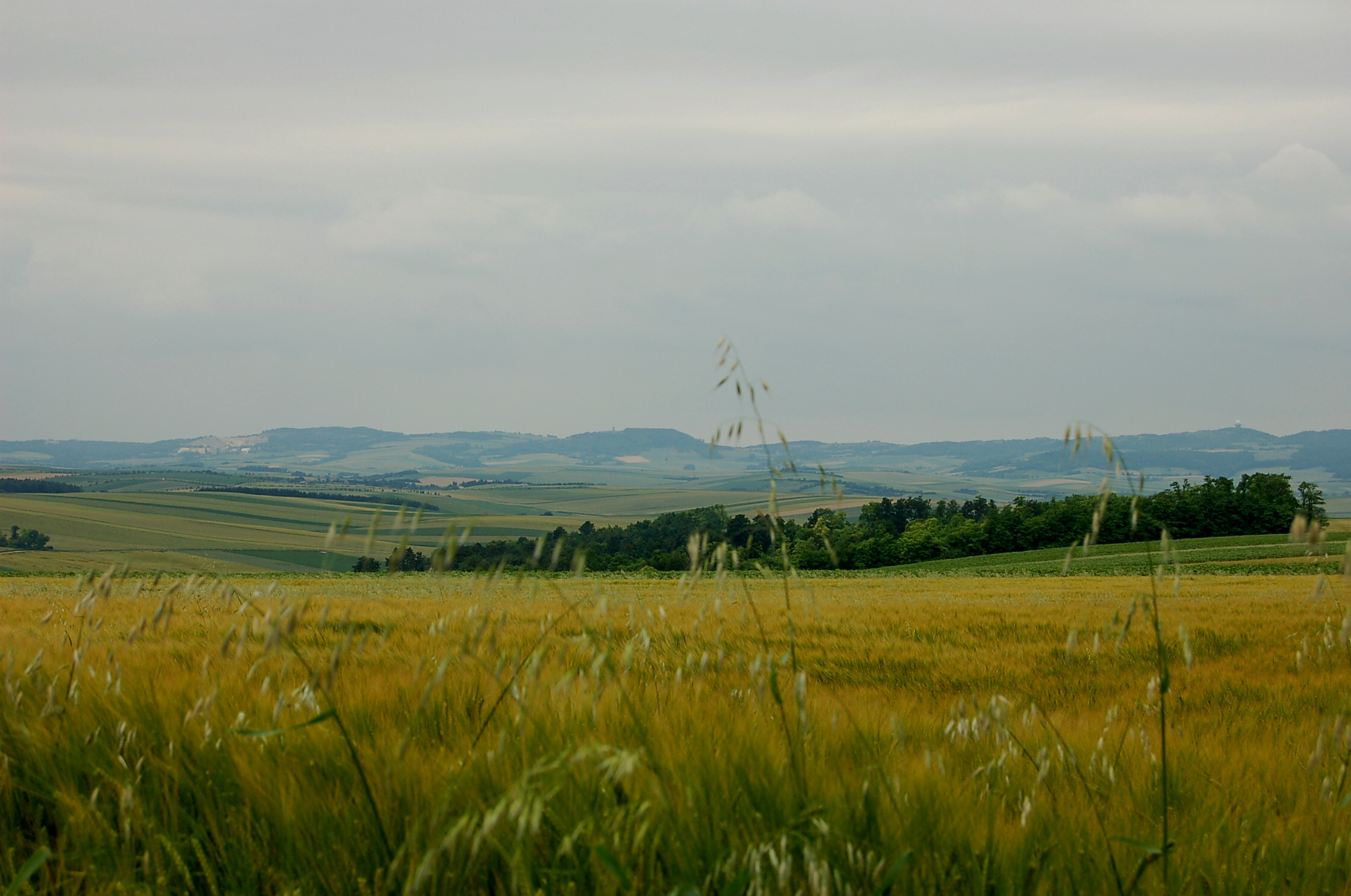
A szigethegység távlati képe

A hegység mészkőből épül fel. Legmagasabb pontjai a Buschberg (491 m) és a Steinberg (452 m).

## Települések
Fontosabb települések:
- Mistelbach
- Ladendorf
- Großmugl
- Gnadendorf
- Ernstbrunn
- Asparn an der Zaya
- Niederleis

## Leiser Berge Naturpark
1970-ben hozták létre a hegység területén a 4500 hektár kiterjedésű Leiser Berge Naturparkot.